# Háskova vila
Háskova vila na adrese Průběžná čp. 449/10 v Jablonci nad Nisou - Jabloneckých Pasekách v Libereckém kraji je považovaná za jednu z nejkrásnějších ukázek aerodynamického funkcionalismu vratislavské školy a zároveň za jednu z nejkrásnějších modernistických vil na území České republiky. Jejím autorem je architekt Heinrich Lauterbach. Jablonecká vila manželů Zdeňky a Jaroslava Háskových je zapsaná od roku 1971 v Ústředním seznamu nemovitých kulturních památek České republiky.

## Historie
Na svazích východně od jedné ze zátok Vodní nádrže Mšeno se nacházejí dvě tzv. Háskovy vily, což mj. potvrzuje i název jedné z přilehlých ulic, která se jmenuje U Háskových vil. Vila na adrese Průběžná čp. 449/10, která patřila Jaroslavovi Háskovi (bratr Rudolfa Háska) byla postavená v roce 1931, je památkově chráněná (pod číslem rejstříku 18366/5-4788). Tento třípodlažní objekt s půdorysem ve tvaru písmene L, kdy třetí podlaží bylo vyzdviženo pouze nad částí delšího západního křídla. Strohé hranolové hmoty doplňuje půlkulaté zakončení obývacího pokoje situovaného v západním křídle na jedné straně a zaoblené těleso schodiště s prosklenou stěnou na straně druhé. Obývací pokoj s výhledem na Ještěd obemyká balkon podepřený štíhlými sloupy kruhového průřezu. Celkovou rekonstrukci vily Rudolfa Háska pod vedením ak.arch Zoltána Czvengroshe, udělal její nový majitel a od roku 2006 jí obyvá jeho rodina,.
Rudolf Hásek byl obchodník s bižuterií a bývalý československý legionář, někdejší velitel Úderného praporu československých legií v Rusku. Po válce založil spolu se svým mladším bratrem Jaroslavem společnost, zabývající se exportem jablonecké bižuterie do různých zemí světa. Bratři Háskovi se zaměřili na export specifického artiklu – tzv. benglí, skleněných náramků, velice oblíbených a široce používaných lidmi v Indii – a díky svému úspěšnému podnikání záhy získali značný majetek.
Mladí manželé Zdeňka a Jaroslav Háskovi v roce 1929 navštívili ve Vratislavi (tehdy německém městě Breslau) výstavu „Wohnung und Werkraum“ (WUWA). Jaroslava Háska zde zaujal návrh volného rodinného domu, jehož autorem byl německý architekt Heinrich Lauterbach (1893–1973), který působil ve Vratislavi a byl jedním z organizátorů zmíněné výstavy. Po návratu z Vratislavi Jaroslav Hásek navázal kontakty s Heinrichem Lauterbachem a ten vyhověl jeho žádosti a vypracoval pro něj návrh moderní vily. Kromě vily pro Jaroslava Háska Heinrich Lauterbach vyprojektoval v Jablonci ještě dům pro Friedricha Schmelowského. Vilu Zdeňky a Jaroslava Háskových podle Lauterbachova projektu postavil v letech 1930–1931 Max Daut.

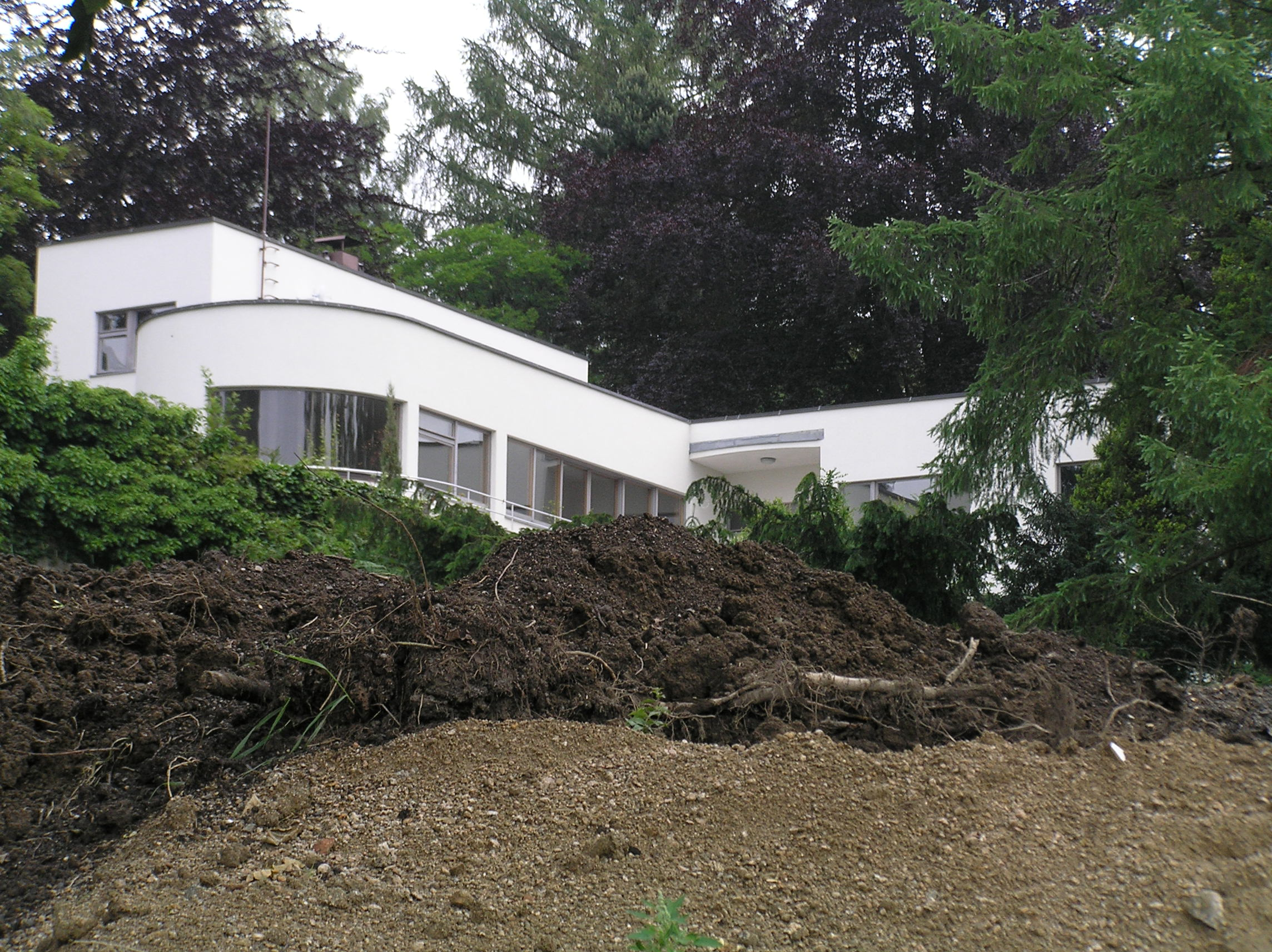
Pohled ze zahrady během terénních úprav v roce 2005

Po komunistickém převratu v roce 1948 byly vily Háskových znárodněny a oba bratři s rodinami postupně emigrovali do Kanady. Po roce 1989 byly oba domy v rámci restitucí vráceny původním majitelům, respektive jejich potomkům. Zdeňka Hásková, která zemřela v roce 2014 v Kanadě ve věku 108 let, ještě před svou smrtí navštívila Jablonec nad Nisou a měla možnost prohlédnout si svůj někdejší domov.

## Popis
Vila Zdeňky a Jaroslava Háskových čp. 449/10 je třípodlažní objekt s půdorysem ve tvaru písmene „L“. Dům s bílou fasádou, architektem citlivě zasazený do svažitého terénu, je obklopený velkou zahradou a působí lehce a vzdušně. Nosnou konstrukci budovy tvoří železobetonový skelet.
Uvnitř vily je dlouhý nerozdělený obytný prostor, z něhož je široký výhled do okolní krajiny. Své místo v této obytné části má sedací a hudební kout a půlkruhový jídelní prostor. Velký obytný prostor je zvenčí obepnut úzkým balkonem, spojeným s okolním terénem dvěma schodišti. Ve stejné úrovni byly ještě odděleně umístěny ložnice dospělých a dětský pokoj, dále lázeň, pracovní kout a hospodářská část s kuchyní a přípravnou, spíž a pokoj pro služku. V horním patře byly hostinské pokoje s příslušenstvím a v suterénu byt domovníka, garáž, sklady, prádelna a sušárna a také hlavní vstup do domu.